# Willibrordvertaling
De Willibrordvertaling is een Nederlandstalige Bijbelvertaling gepubliceerd door de Katholieke Bijbelstichting (KBS) in samenwerking met de Vlaamse Bijbelstichting (VBS). Ze werd in opdracht van de Rooms-Katholieke Kerk gemaakt ter vervanging van de Petrus Canisiusvertaling. Ze ontleent haar naam aan de heilige Willibrord (ca. 658-739), missionaris van de Lage Landen en patroonheilige van de Nederlandse Kerkprovincie.
Het Nieuwe Testament is als eerste vertaald, uit de Griekse grondtekst. De Willibrordvertaling bevat verder het gehele Oude Testament, rechtstreeks vertaald uit de Hebreeuwse grondtekst. De Bijbelboeken staan in de volgorde zoals gebruikelijk binnen de rooms-katholieke traditie. De Deuterocanonieke boeken staan daarom opgenomen  tussen de boeken van het Oude Testament. De Deuterocanonieke boeken, die bij de protestanten Apocrief worden genoemd, zijn vertaald uit de Griekse grondtekst (Septuaginta). Dit is de grondtekst voor deze boeken. Ook voor het enige boek waarvan men over een aanzienlijk deel (2/3  deel) van het Hebreeuwse origineel beschikt, De wijsheid van Jezus Sirach, gebruikt men dit alleen voor de reconstructie van de tekst bij fouten in de Griekse handschriften.

## Twee uitgaven
De eerste complete uitgave van de Willibrordvertaling verscheen in 1975, nadat eerder losse delen waren verschenen: het Nieuwe testament in 1961 en het Oude Testament in vijf delen, van 1966 tot 1973. De vertalers lieten zich adviseren door literaire deskundigen, onder wie Gerard Reve en Albert Westerlinck. De KBS beschouwt niet de versie uit 1975, maar die uit 1978 als de definitieve tekst van de Willibrordvertaling.
De tweede, geheel herziene versie verscheen in 1995. Daarin zijn alleen de Psalmen, de vier Evangelieën en de Handelingen helemaal opnieuw vertaald (de nieuwe KBS-vertaling van de Psalmen verscheen afzonderlijk al in 1982; de nieuwe vertaling van de evangelieën en Handelingen in een afzonderlijke editie in 1987). De vertaling van de overige Bijbelteksten onderging slechts een revisie. Bij de vertalers stond trouw aan de brontekst en toegankelijk taalgebruik voorop. Onder andere werd misogyn taalgebruik geweerd.
Of het ook daadwerkelijk gelukt is de vertaling toegankelijker te maken en trouw te blijven aan de brontekst, is een punt voor discussie. Zo had onder andere wijlen Monseigneur Henricus Bomers, bisschop van Haarlem, heel wat kritiek op de herziene editie. De vertrouwdheid met de vertaling uit 1978 is ook een belangrijke reden geweest waarom de bisschoppen zich voor het Lectionarium blijven baseren op de eerste editie. De bisschoppen overwegen ook de mogelijkheid om een eigen liturgische vertaling te maken.

### Uitgave 1975
Van de 1975-tekst zijn verschillende uitgaven tot stand gekomen. De eerste gedrukte uitgave (met aantekeningen) werd in 1975 gepubliceerd. In het begin van de negentiger jaren kwam een elektronische uitgave voor DOS beschikbaar. Deze uitgave is voorzien van aantekeningen.
De 1975-tekst bevat de beroemde vertaling van de Psalmen door Ida Gerhardt en Marie van der Zeyde.

### Uitgave 1995
In de uitgave van 1995 werd Ida Gerhardts psalmenvertaling door een andere vertaling vervangen. De uitgave is voorzien van aantekeningen. Van deze tekst kwam in 1998 een elektronische versie beschikbaar op cd-rom en enkele jaren later een geheel nieuwe uitgave in Online Bijbel-formaat. In de uitgave van 1995 is de Godsnaam 'Jahwe' (zoals deze in de eerdere vertaling van 1975 wordt gebruikt) vervangen door 'HEER'.

#### Uitgave voor Protestanten
Recent verscheen van de 1995-tekst een uitgave die meer is afgestemd op het gebruik onder Protestanten. In deze speciale tekst-uitgave zonder aantekeningen zijn de deuterocanonieke (apocriefe) boeken geplaatst tussen het Oude en het Nieuwe Testament.

## Gebruik
Zowel de Willibrordvertaling uit 1995 als de Nieuwe Bijbelvertaling uit 2004 kunnen in de katholieke liturgie niet gebruikt worden. Het voorgeschreven Lectionarium baseert zich op de versie van de Willibrordvertaling uit 1978, waarvan in de Kerk meestal de derde druk (uit 1981) gebruikt wordt.
De Willibrordvertaling van 1995 wordt ook in sommige protestantse erediensten gebruikt.